# Jeremy Hazelbaker
Jeremy Philip Hazelbaker (né le 14 août 1987 à Muncie, Indiana, États-Unis) est un voltigeur des Diamondbacks de l'Arizona de la Ligue majeure de baseball.

## Carrière
Joueur des Cardinals de l'université d'État de Ball, Jeremy Hazelbaker est repêché par les Red Sox de Boston au 4e tour de sélection en 2009. Après 5 saisons de ligues mineures avec des clubs affiliés aux Red Sox, Boston le transfère aux Dodgers de Los Angeles le 23 octobre 2013 en échange du voltigeur Alex Castellanos. Après avoir joué la saison 2014 dans les mineures avec des clubs affiliés aux Dodgers et avoir joué le premier mois de la saison 2015 avec les Drillers de Tulsa, leur club-école de niveau AA, Hazelbaker est libéré de son contrat et signe une nouvelle entente avec les Cardinals de Saint-Louis.
Il fait ses débuts dans le baseball majeur avec les Cardinals de Saint-Louis le 3 avril 2016 face aux Pirates de Pittsburgh, à l'âge de 28 ans et après avoir joué 751 matchs de ligues mineures. En 114 matchs des Cardinals en 2016, Hazelbaker frappe 12 circuits et récolte 28 points produits.
Le 4 novembre 2016, il est réclamé au ballottage par les Diamondbacks de l'Arizona, pour qui il joue en 2017.